# فرانسیسکو فرناندز (بازیکن فوتبال)
فرانسیسکو فرناندز (۱۹ اوت ۱۹۷۵) یک بازیکن فوتبال اهل شیلی است. وی در تیم ملی فوتبال شیلی بازی کرده است.